# Кротовська
Кро́товська (рос. Кротовская) — присілок у складі Тарногського району Вологодської області, Росія. Входить до складу Забірського сільського поселення.

## Населення
Населення — 6 осіб (2010; 17 у 2002).
Національний склад (станом на 2002 рік):
- росіяни — 100 %